# کوری بارنز
کوری بارنز (انگلیسی: Corey Barnes؛ زادهٔ ۱ ژانویهٔ ۱۹۹۲) بازیکن فوتبال اهل بریتانیا است.
از باشگاه‌هایی که در آن بازی کرده‌است می‌توان به باشگاه فوتبال ویتبای تاون و باشگاه فوتبال دارلینگتون اشاره کرد.